# Ridderschap van Holland
Ridderschap van Holland era una grande nave di tipo retourschip (in italiano "nave di ritorno"), la più grande classe di mercantili costruita dalla Compagnia olandese delle Indie orientali (in olandese Vereenigde Oostindische Compagnie, comunemente abbreviato in VOC) per commerciare con le Indie orientali olandesi. Nel 1694 la nave salpò per Batavia (ora Giacarta, Indonesia) per il suo quinto viaggio, ma non raggiunse la sua destinazione e non se ne seppe più nulla. Si pensa che sia naufragata al largo delle coste dell'Australia occidentale.